# Помпонио Амидано
Джулио Чезаре Амидано (Парма, 27 октомври 1566 г. – Парма, 22 юни 1630 г.) е италиански художник от късния ренесансов стил. Известен е също като Помпонио Амидано, защото или се бърка с Помпонио Алегри, или е бил негов ученик; други твърдят, че е бил ученик на Франческо Мацола (Пармиджанино). Биографията му е слабо документирана. Говори се, че е роден в Парма и е починал там от чума.

## Творчество
- Giobbe sul letamaio, рисувана за Оратория на Сан Джобе, преместена сега в църквата „Сан Джузепе“, Парма;
- Sacra famiglia, angeli e i santi Genesio, Francesco e Agnese, рисувана за църквата „Санта Мария“ в село Ташиери, преместена сега в Националната галерия на Парма;
- Cristo deposto, Националната галерия на Парма;
- Ritratto di uno scultore, Националната галерия на Парма;
- Sacra famiglia, Национален музей „Каподимонте“, Неапол;
- Martirio di san Pietro, в апсидата на енорийската църква на квартал „Вигато“, Парма;